# ADCYAP1R1
ADCYAP1R1 (англ. ADCYAP receptor type I) – білок, який кодується однойменним геном, розташованим у людей на короткому плечі 7-ї хромосоми. Довжина поліпептидного ланцюга білка становить 468 амінокислот, а молекулярна маса — 53 314.
| 10         |  | 20         |  | 30         |  | 40         |  | 50         |
| ---------- |  | ---------- |  | ---------- |  | ---------- |  | ---------- |
| MAGVVHVSLA |  | ALLLLPMAPA |  | MHSDCIFKKE |  | QAMCLEKIQR |  | ANELMGFNDS |
| SPGCPGMWDN |  | ITCWKPAHVG |  | EMVLVSCPEL |  | FRIFNPDQVW |  | ETETIGESDF |
| GDSNSLDLSD |  | MGVVSRNCTE |  | DGWSEPFPHY |  | FDACGFDEYE |  | SETGDQDYYY |
| LSVKALYTVG |  | YSTSLVTLTT |  | AMVILCRFRK |  | LHCTRNFIHM |  | NLFVSFMLRA |
| ISVFIKDWIL |  | YAEQDSNHCF |  | ISTVECKAVM |  | VFFHYCVVSN |  | YFWLFIEGLY |
| LFTLLVETFF |  | PERRYFYWYT |  | IIGWGTPTVC |  | VTVWATLRLY |  | FDDTGCWDMN |
| DSTALWWVIK |  | GPVVGSIMVN |  | FVLFIGIIVI |  | LVQKLQSPDM |  | GGNESSIYLR |
| LARSTLLLIP |  | LFGIHYTVFA |  | FSPENVSKRE |  | RLVFELGLGS |  | FQGFVVAVLY |
| CFLNGEVQAE |  | IKRKWRSWKV |  | NRYFAVDFKH |  | RHPSLASSGV |  | NGGTQLSILS |
| KSSSQIRMSG |  | LPADNLAT   |  |            |  |            |  |            |

A: Аланін

C: Цистеїн

D: Аспарагінова кислота

E: Глутамінова кислота

F: Фенілаланін

G: Гліцин

H: Гістидин

I: Ізолейцин

K: Лізин

L: Лейцин

M: Метіонін

N: Аспарагін

P: Пролін

Q: Глутамін

R: Аргінін

S: Серин

T: Треонін

V: Валін

W: Триптофан

Кодований геном білок за функціями належить до G-білокспряжених рецепторів, білків внутрішньоклітинного сигналінгу, білків розвитку, фосфопротеїнів. 
Задіяний у таких біологічних процесах, як диференціація клітин, сперматогенез, альтернативний сплайсинг. 
Локалізований у клітинній мембрані. З рецептором зв'язується нейропептмд PACAP